# Williams & Guion Black Star Line
«Black Star Line» чи «Williams & Guion Black Star Line» — назва трансатлантичної лінії, яку використовували американські пакет-вітрильники, якими володіла нью-йоркська фірма «Williams & Guion» в період з 1848 по 1866 роки. «Black Star Line» мала 18 суден на лінії Ліверпуль-Квінстаун-Нью-Йорк. «Black Star Line» закрилася у 1863 році завдяки успіху більш швидких лайнерів-пароплавов і небезпечності трансатлантичного переходу в період Громадянської війни в Америці.

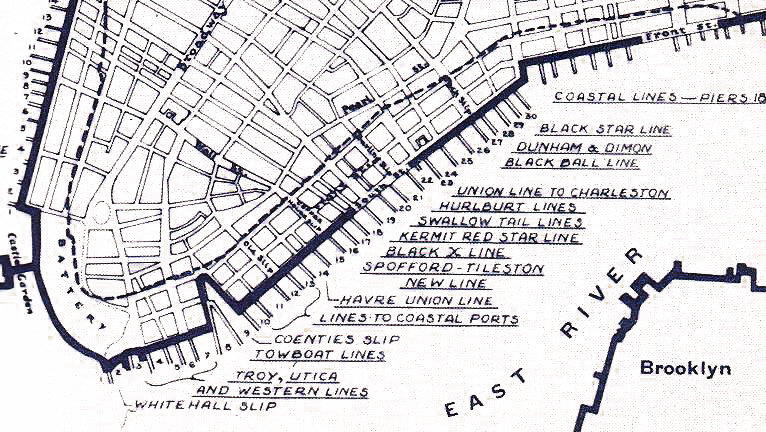
Карта порту Нью-Йорка, південний край острова Мангеттен, у 1851 році. Жирною ламаною лінією відзначається набережна нижче City Hall Park у 1784 році. Площа була забудована до 1820 року. Доки «Black Star Line» знаходяться у верхній частині малюнка.

## Історія
«Williams & Guion» була сформована у 1848 році Джоном Стентон Вільямсом і Стівеном Баркер Гайоном (1820–1885).

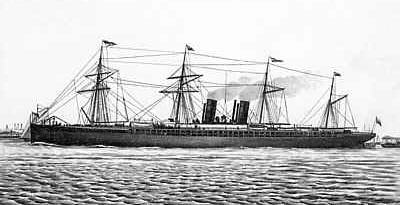
Пасажирський пароплав Alaska.

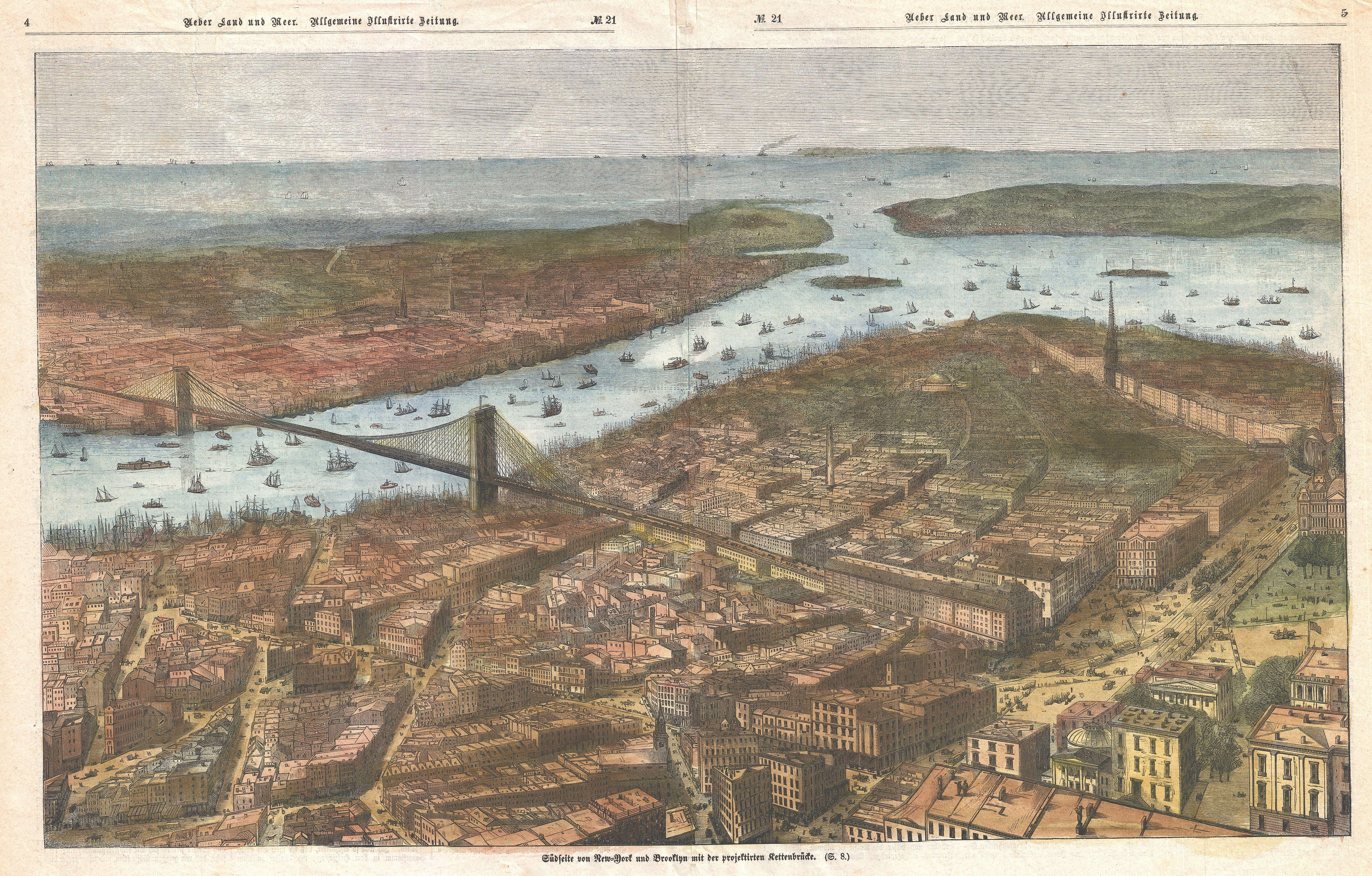
Нью-Йорк і його порт приблизно 1883 року. Будівництво Бруклінського мосту розпочалося 3 січня 1870 року й закінчилося через 13 років, 24 травня 1883 року.

Прапор «Gunion Line».

Рейси з США до Ліверпуля почалися у 1851 році. Поряд з «Grinnell, Minturn & Co» і «Black Ball Line», «Williams & Guion Black Star Line» стала однією з найбільш важливих американських компаній яка перевозила ірландських іммігрантів в Нью-Йорк. Прапор був синій з білим ромбом несущих чорну зірку.
Стівен Баркер Гайон переїхав до Ліверпуля в 1852 році і виступав як агент лінії. Вільямс залишився в місті Нью-Йорк.
У 1853 році старший брат Стівена Баркер Гайона Вільям Хоу Гайон (англ. William Howe Guion) приєднався до офісу в місті Нью-Йорк.
«Black Star Line» закрилася у 1863 році завдяки успіху більш швидких лайнерів-пароплавів і небезпечності трансатлантичного переходу в період Громадянської війни в Америці.
У 1866 році Стівен Гайон становиться громадянином Британії. Пізніше, років через 20-ть, він зорганізував «Guion Line» з британських пароплавів. «Williams and Guion» володіла 52% пароплавної лінії і виступала як новий агент компанії в Нью-Йорку.
У 1868 році Вільямс і Гайон вирішують відмовитися від парусних суден і був побудований «Manhattan» — перший пароплав компанії «Williams & Guion». Старі пакет-вітрильники тримали для праці на лінії до придбання покровителями фірми достатнього флоту побудованих пароплавів і до зникнення «Black Star Line» з комерційного світу.
У 1876 році голова компанії «Williams and Guion» Джон Стентон Вільямс помер.
У 1882 році пасажирський пароплав Alaska став рекордсменом Атлантики з пасажирських пароплавів і виграв Блакитну стрічку для компанії «Guion Line» ставши найшвидшим пароплавом Атлантики.
У 1883 році компанія «Williams and Guion» була реорганізована.
В січні 1884 року Вільям Хоу Гайон пішов з фірми і його 36 річний племінник Вільям Хоу Гайон-Молодший (англ. William Howe Guion, Jr.) став партнером, а компанія стала зватися «Guion & Co.».
Нові сучасні пасажирські пароплави «Arizona» і «Alaska» дозволили «Guion» планувати щотижневі плавання експрес-лайнерами в кожному напрямку через Атлантичний океан. На альтернативних тижнях плавання «Guion» використовував пароплави, які були значно повільнішими. «Guion» потребував ще двох додаткових атлантів для збалансованого щотижневого сервісу. Коли компанія «Cunard» почала будувати новий флот для свого щотижневого експрес-сервісу Ліверпуль — Нью-Йорк, «Guion Line» наказав своєму новому пароплаву «Oregon» зберегти атлантичні рекорди, які до того виграв пароплав Alaska (Аляска). Як і його попередники, Oregon був побудований на верфі Феїрфілд Джона Елдера та компанії, Глазго, Шотландія, і коштував 1250000 доларів.
У 1884 році пасажирський лайнер компанії «Oregon» поставив рекорд і виграв Блакитну стрічку для компанії «Guion Line» і став найшвидшим лайнером Атлантики. Після декілька рейсів пароплав був проданий «Cunard Line» і продовжив поліпшувати час пробігу для свого нового власника.
Фірма змушена була стати ліквідованою в 1886 році, коли обидва Стівен Баркер Гайон і Вільям Хоу Гайон-Молодший померли протягом кількох тижнів один від одного і «Guion Line» була реорганізована як акціонерне товариство.